# Venezuela a 2000. évi nyári olimpiai játékokon
Venezuela az ausztráliai Sydneyben megrendezett 2000. évi nyári olimpiai játékok egyik részt vevő nemzete volt. Az országot az olimpián 17 sportágban 50 sportoló képviselte, akik érmet nem szereztek.

## Asztalitenisz
Női
| Versenyző                   | Versenyszám | Selejtező                                                  | Csoportkör                                                                                        | Csoportkör | 32-es főtábla     | Nyolcaddöntő      | Negyeddöntő       | Elődöntő          | Döntő             | Helyezés |
| Versenyző                   | Versenyszám | Ellenfél Eredmény                                          | Ellenfél Eredmény                                                                                 | Hely.      | Ellenfél Eredmény | Ellenfél Eredmény | Ellenfél Eredmény | Ellenfél Eredmény | Ellenfél Eredmény | Helyezés |
| --------------------------- | ----------- | ---------------------------------------------------------- | ------------------------------------------------------------------------------------------------- | ---------- | ----------------- | ----------------- | ----------------- | ----------------- | ----------------- | -------- |
| Fabiola Ramos               | Egyes       |                                                            | K csoport · Olena Kovtun (UKR) · 8–21, 9–21, 15–21 · Chen-Tong Fei-Ming (TPE) · 24–26, 9–21, 9–21 | 3.         | kiesett           | kiesett           | kiesett           | kiesett           | kiesett           | 17.      |
| Fabiola Ramos Luisana Pérez | Páros       | Nigéria (NGR) · Atisi Owoh · Kehinde Okenla · 14–21, 14–21 | kiesett                                                                                           | kiesett    |                   | kiesett           | kiesett           | kiesett           | kiesett           | 33.      |

## Atlétika
Férfi
| Versenyző                                                  | Versenyszám     | Előfutam | Előfutam | Előfutam | Elődöntő | Elődöntő | Elődöntő | Döntő   | Döntő    |
| Versenyző                                                  | Versenyszám     | Idő      | Hely.    | Össz.    | Idő      | Hely.    | Össz.    | Idő     | Helyezés |
| ---------------------------------------------------------- | --------------- | -------- | -------- | -------- | -------- | -------- | -------- | ------- | -------- |
| Carlos Tarazona                                            | Maraton         |          |          |          |          |          |          | 2:20:39 | 40.      |
| José Alejandro Semprún                                     | Maraton         |          |          |          |          |          |          | 3:00:02 | 79.      |
| Juan Alberto Morillo José Peña José Carabalí Hely Ollarves | 4 × 100 m váltó | 39,45    | 5.       | 20.      | kiesett  | kiesett  | kiesett  | kiesett | kiesett  |

## Birkózás
Kötöttfogású
| Versenyző       | Versenyszám | Csoportkör                                                                                     | Csoportkör | Negyeddöntő       | Elődöntő          | Bronz- mérkőzés   | Döntő             | Helyezés |
| Versenyző       | Versenyszám | Ellenfél Eredmény                                                                              | Hely.      | Ellenfél Eredmény | Ellenfél Eredmény | Ellenfél Eredmény | Ellenfél Eredmény | Helyezés |
| --------------- | ----------- | ---------------------------------------------------------------------------------------------- | ---------- | ----------------- | ----------------- | ----------------- | ----------------- | -------- |
| Eddy Bartolozzi | 85 kg       | 5. csoport · Bárdosi Sándor (HUN) · 0-5 · Martin Lidberg (SWE) · 2-3 · Arek Olczak (AUS) · 3-0 | 3.         | kiesett           | kiesett           | kiesett           | kiesett           | 11.      |
| Rafael Barreno  | 130 kg      | 3. csoport · Heorhij Szoldadze (UKR) · 0-9 · Kovács László (AUS) · 4-0                         | 2.         | kiesett           | kiesett           | kiesett           | kiesett           | 12.      |

## Cselgáncs
Férfi
| Versenyző           | Versenyszám  | Selejtező                                | 32-es főtábla                       | Nyolcaddöntő      | Negyeddöntő       | Elődöntő          | Vigaszág első kör | Vigaszág negyeddöntő | Vigaszág elődöntő | Bronz- mérkőzés   | Döntő             | Helyezés    |
| Versenyző           | Versenyszám  | Ellenfél Eredmény                        | Ellenfél Eredmény                   | Ellenfél Eredmény | Ellenfél Eredmény | Ellenfél Eredmény | Ellenfél Eredmény | Ellenfél Eredmény    | Ellenfél Eredmény | Ellenfél Eredmény | Ellenfél Eredmény | Helyezés    |
| ------------------- | ------------ | ---------------------------------------- | ----------------------------------- | ----------------- | ----------------- | ----------------- | ----------------- | -------------------- | ----------------- | ----------------- | ----------------- | ----------- |
| Reiver Alvarenga    | Légsúly      | Dorjpalamyn Narmandakh (MGL) · 0011-0100 | kiesett                             | kiesett           | kiesett           | kiesett           |                   |                      |                   |                   |                   | helyezetlen |
| Ludwig Ortíz        | Harmatsúly   | erőnyerő                                 | Pedro Caravana (POR) · 0001-0012    | kiesett           | kiesett           | kiesett           |                   |                      |                   |                   |                   | helyezetlen |
| Eduardo Manglés     | Könnyűsúly   | erőnyerő                                 | Michel de Almeida (POR) · 0011-0200 | kiesett           | kiesett           | kiesett           |                   |                      |                   |                   |                   | helyezetlen |
| Hermágoras Manglés  | Váltósúly    | erőnyerő                                 | Kvak Okcshol (PRK) · 0010-0211      | kiesett           | kiesett           | kiesett           |                   |                      |                   |                   |                   | helyezetlen |
| Luis René López     | Középsúly    |                                          | Carlos Santiago (PUR) · 0011-1001   | kiesett           | kiesett           | kiesett           |                   |                      |                   |                   |                   | helyezetlen |
| Luís Gregorio López | Félnehézsúly | Daniel Gowing (NZL) · 0000-1101          | kiesett                             | kiesett           | kiesett           | kiesett           |                   |                      |                   |                   |                   | helyezetlen |

Női
| Versenyző        | Versenyszám | Selejtező                           | Nyolcaddöntő      | Negyeddöntő       | Elődöntő          | Vigaszág első kör | Vigaszág negyeddöntő | Vigaszág elődöntő | Bronz- mérkőzés   | Döntő             | Helyezés    |
| Versenyző        | Versenyszám | Ellenfél Eredmény                   | Ellenfél Eredmény | Ellenfél Eredmény | Ellenfél Eredmény | Ellenfél Eredmény | Ellenfél Eredmény    | Ellenfél Eredmény | Ellenfél Eredmény | Ellenfél Eredmény | Helyezés    |
| ---------------- | ----------- | ----------------------------------- | ----------------- | ----------------- | ----------------- | ----------------- | -------------------- | ----------------- | ----------------- | ----------------- | ----------- |
| Jackelin Díaz    | Harmatsúly  | Ioana Dinea-Aluaş (ROU) · 0000-1000 | kiesett           | kiesett           | kiesett           |                   |                      |                   |                   |                   | helyezetlen |
| Xiomara Griffith | Középsúly   | Ylenia Scapin (ITA) · 0000-1000     | kiesett           | kiesett           | kiesett           |                   |                      |                   |                   |                   | helyezetlen |

## Kerékpározás

### Országúti kerékpározás
Férfi
| Versenyző           | Versenyszám   | Idő              | Helyezés |
| ------------------- | ------------- | ---------------- | -------- |
| Omar Enrique Pumar  | Mezőnyverseny | 5:30:46 (+1:38)  | 50.      |
| Manuel Guevara      | Mezőnyverseny | 5:42:43 (+13:35) | 83.      |
| Carlos Alberto Moya | Mezőnyverseny | 5:42:43 (+13:35) | 84.      |
| Alexis Méndez       | Mezőnyverseny | 5:52:47 (+23:39) | 88.      |

### Pálya-kerékpározás
Sprintversenyek
| Versenyző       | Versenyszám | Selejtező | Selejtező | 1. forduló                      | Vigaszág               | Vigaszág | 9–12. helyért          | 9–12. helyért | Negyeddöntő                                        | 5–8. helyért                                                                      | 5–8. helyért | Elődöntő             | Döntő                 | Helyezés |
| Versenyző       | Versenyszám | Idő       | Hely.     | Ellenfél Győztes idő            | Ellenfelek Győztes idő | Hely.    | Ellenfelek Győztes idő | Hely.         | Ellenfél Győztes idő                               | Ellenfelek Győztes idő                                                            | Hely.        | Ellenfél Győztes idő | Ellenfél Győztes időt | Helyezés |
| --------------- | ----------- | --------- | --------- | ------------------------------- | ---------------------- | -------- | ---------------------- | ------------- | -------------------------------------------------- | --------------------------------------------------------------------------------- | ------------ | -------------------- | --------------------- | -------- |
| Daniela Larreal | Női egyéni  | 11,526    | 5.        | Tanya Lindenmuth (USA) · 12,375 |                        |          |                        |               | Michelle Ferris (AUS) · idő nélkül; 11,705; 11,960 | Szabolcsi Szilvia (HUN) · Tanya Lindenmuth (USA) · Tanya Dubnicoff (CAN) · 12,426 | 4.           |                      |                       | 8.       |

Időfutam
| Név             | Versenyszám | Idő    | Helyezés |
| --------------- | ----------- | ------ | -------- |
| Daniela Larreal | Női egyéni  | 35,728 | 10.      |

## Műugrás
Férfi
| Versenyző       | Versenyszám        | Selejtező | Selejtező | Elődöntő | Elődöntő | Döntő   | Döntő    |
| Versenyző       | Versenyszám        | Pont      | Helyezés  | Pont     | Helyezés | Pont    | Helyezés |
| --------------- | ------------------ | --------- | --------- | -------- | -------- | ------- | -------- |
| Ramón Fumadó    | Egyéni műugrás     | 343,89    | 28.       | kiesett  | kiesett  | kiesett | kiesett  |
| Luis Villarroel | Egyéni műugrás     | 365,97    | 21.       | kiesett  | kiesett  | kiesett | kiesett  |
| Luis Villarroel | Egyéni toronyugrás | 309,66    | 35.       | kiesett  | kiesett  | kiesett | kiesett  |

Női
| Versenyző         | Versenyszám    | Selejtező | Selejtező | Elődöntő | Elődöntő | Döntő   | Döntő    |
| Versenyző         | Versenyszám    | Pont      | Helyezés  | Pont     | Helyezés | Pont    | Helyezés |
| ----------------- | -------------- | --------- | --------- | -------- | -------- | ------- | -------- |
| Alejandra Fuentes | Egyéni műugrás | 219,81    | 37.       | kiesett  | kiesett  | kiesett | kiesett  |

## Ökölvívás
| Versenyző        | Versenyszám   | Selejtező                     | Nyolcaddöntő                     | Negyeddöntő       | Elődöntő          | Döntő             | Helyezés |
| Versenyző        | Versenyszám   | Ellenfél Eredmény             | Ellenfél Eredmény                | Ellenfél Eredmény | Ellenfél Eredmény | Ellenfél Eredmény | Helyezés |
| ---------------- | ------------- | ----------------------------- | -------------------------------- | ----------------- | ----------------- | ----------------- | -------- |
| José Luís Varela | Papírsúly     | Maikro Romero (CUB) · 1-15    | kiesett                          | kiesett           | kiesett           | kiesett           | 17.      |
| Nehomar Cermeño  | Harmatsúly    | Riaz Durgahed (MRI) · 16-4    | Agasi Ağagüloğlu (TUR) · 3-5     | kiesett           | kiesett           | kiesett           | 9.       |
| Patriz López     | Könnyűsúly    | Norman Schuster (GER) · 24-10 | Alekszandr Maletyin (RUS) · 3-18 | kiesett           | kiesett           | kiesett           | 9.       |
| Hely Yánes       | Nagyváltósúly | Nurbek Kaszenov (KGZ) · 20-12 | Jermahan Ibraimov (KAZ) · 3-18   | kiesett           | kiesett           | kiesett           | 9.       |

## Sportlövészet
Férfi
| Versenyző      | Versenyszám    | Selejtező | Selejtező | Döntő   | Döntő    |
| Versenyző      | Versenyszám    | Pont      | Helyezés  | Pont    | Helyezés |
| -------------- | -------------- | --------- | --------- | ------- | -------- |
| Felipe Beuvrin | Légpisztoly    | 569       | 30.*      | kiesett | kiesett  |
| Felipe Beuvrin | Szabadpisztoly | 542       | 34.*      | kiesett | kiesett  |

Női
| Versenyző             | Versenyszám   | Selejtező | Selejtező | Döntő   | Döntő    |
| Versenyző             | Versenyszám   | Pont      | Helyezés  | Pont    | Helyezés |
| --------------------- | ------------- | --------- | --------- | ------- | -------- |
| María Gabriela Franco | Légpisztoly   | 366       | 39.**     | kiesett | kiesett  |
| María Gabriela Franco | Sportpisztoly | 563       | 37.*      | kiesett | kiesett  |

* - egy másik versenyzővel azonos eredményt ért el

** - két másik versenyzővel azonos eredményt ért el

## Súlyemelés
Férfi
| Versenyző        | Versenyszám | Szakítás | Szakítás | Lökés    | Lökés    | Összesen | Helyezés |
| Versenyző        | Versenyszám | Eredmény | Helyezés | Eredmény | Helyezés | Összesen | Helyezés |
| ---------------- | ----------- | -------- | -------- | -------- | -------- | -------- | -------- |
| Julio César Luna | 94 kg       | 177,5    | 6.*      | 215,0    | 6.*      | 392,5    | 8.       |

Női
| Versenyző       | Versenyszám | Szakítás | Szakítás | Lökés    | Lökés    | Összesen | Helyezés |
| Versenyző       | Versenyszám | Eredmény | Helyezés | Eredmény | Helyezés | Összesen | Helyezés |
| --------------- | ----------- | -------- | -------- | -------- | -------- | -------- | -------- |
| Karla Fernández | 53 kg       | 80,0     | 8.       | 95,0     | 9.       | 175,0    | 9.       |

* - egy másik versenyzővel azonos eredményt ért el

## Szinkronúszás
| Versenyző                  | Versenyszám | Selejtező           | Selejtező           | Selejtező        | Selejtező        | Selejtező  | Selejtező  | Döntő               | Döntő               | Döntő            | Döntő            | Döntő      | Döntő      |
| Versenyző                  | Versenyszám | Technikai gyakorlat | Technikai gyakorlat | Szabad gyakorlat | Szabad gyakorlat | Összesítés | Összesítés | Technikai gyakorlat | Technikai gyakorlat | Szabad gyakorlat | Szabad gyakorlat | Összesítés | Összesítés |
| Versenyző                  | Versenyszám | Pont                | Hely.               | Pont             | Hely.            | Pont       | Hely.      | Pont                | Hely.               | Pont             | Hely.            | Pont       | Helyezés   |
| -------------------------- | ----------- | ------------------- | ------------------- | ---------------- | ---------------- | ---------- | ---------- | ------------------- | ------------------- | ---------------- | ---------------- | ---------- | ---------- |
| Jenny Castro Virginia Ruíz | Páros       | 85,000              | 20.                 | 83,133           | 22.              | 83,786     | 21.        | kiesett             | kiesett             | kiesett          | kiesett          | kiesett    | kiesett    |

## Taekwondo
Női
| Versenyző       | Versenyszám | Selejtező         | Negyeddöntő                | Elődöntő               | Vigaszág negyeddöntő | Vigaszág elődöntő              | Bronz- mérkőzés   | Döntő             | Helyezés |
| Versenyző       | Versenyszám | Ellenfél Eredmény | Ellenfél Eredmény          | Ellenfél Eredmény      | Ellenfél Eredmény    | Ellenfél Eredmény              | Ellenfél Eredmény | Ellenfél Eredmény | Helyezés |
| --------------- | ----------- | ----------------- | -------------------------- | ---------------------- | -------------------- | ------------------------------ | ----------------- | ----------------- | -------- |
| Adriana Carmona | Nehézsúly   | erőnyerő          | Myriam Baverel (FRA) · 8-3 | Chen Zhong (CHN) · 6-8 |                      | Dominique Bosshart (CAN) · 8-9 | kiesett           |                   | 5.       |

## Tenisz
Férfi
| Versenyző                            | Versenyszám | 64-es főtábla     | 32-es főtábla                                                  | Nyolcaddöntő                                               | Negyeddöntő       | Elődöntő          | Bronz- mérkőzés   | Döntő             | Helyezés |
| Versenyző                            | Versenyszám | Ellenfél Eredmény | Ellenfél Eredmény                                              | Ellenfél Eredmény                                          | Ellenfél Eredmény | Ellenfél Eredmény | Ellenfél Eredmény | Ellenfél Eredmény | Helyezés |
| ------------------------------------ | ----------- | ----------------- | -------------------------------------------------------------- | ---------------------------------------------------------- | ----------------- | ----------------- | ----------------- | ----------------- | -------- |
| Jimy Szymanski José Antonio de Armas | Páros       |                   | Horvátország (CRO) · Mario Ančić · Goran Ivanišević · 6–2, 7–6 | Kanada (CAN) · Sébastien Lareau · Daniel Nestor · 3–6, 4–6 | kiesett           | kiesett           | kiesett           | kiesett           | 9.       |

Női
| Versenyző                                     | Versenyszám | 64-es főtábla                   | 32-es főtábla                                                  | Nyolcaddöntő                                               | Negyeddöntő                                                       | Elődöntő          | Bronz- mérkőzés   | Döntő             | Helyezés |
| Versenyző                                     | Versenyszám | Ellenfél Eredmény               | Ellenfél Eredmény                                              | Ellenfél Eredmény                                          | Ellenfél Eredmény                                                 | Ellenfél Eredmény | Ellenfél Eredmény | Ellenfél Eredmény | Helyezés |
| --------------------------------------------- | ----------- | ------------------------------- | -------------------------------------------------------------- | ---------------------------------------------------------- | ----------------------------------------------------------------- | ----------------- | ----------------- | ----------------- | -------- |
| María Alejandra Vento-Kabchi                  | Egyes       | Amanda Hopmans (NED) · 6–4, 6–3 | Sabine Appelmans (BEL) · 2–6, 2–6                              | kiesett                                                    | kiesett                                                           | kiesett           | kiesett           | kiesett           | 17.      |
| Milagros Sequera María Alejandra Vento-Kabchi | Páros       |                                 | Svájc (SUI) · Emmanuelle Gagliardi · Mirka Vavrinec · 6–2, 7–5 | Argentína (ARG) · Laura Montalvo · Paola Suárez · 6–4, 6–1 | Belgium (BEL) · Els Callens · Dominique Van Roost · 6–4, 5–7, 4–6 | kiesett           | kiesett           | kiesett           | 5.       |

## Torna
Női
| Versenyző    | Versenyszám      | Selejtező | Selejtező | Döntő    | Döntő    |
| Versenyző    | Versenyszám      | Pontszám  | Helyezés  | Pontszám | Helyezés |
| ------------ | ---------------- | --------- | --------- | -------- | -------- |
| Arlen Lovera | Talaj            | 8,575     | 71.*      | kiesett  | kiesett  |
| Arlen Lovera | Ugrás            | 9,087     | 58.       | kiesett  | kiesett  |
| Arlen Lovera | Felemás korlát   | 9,362     | 52.       | kiesett  | kiesett  |
| Arlen Lovera | Gerenda          | 9,300     | 46.*      | kiesett  | kiesett  |
| Arlen Lovera | Egyéni összetett | 36,324    | 48.**     | kiesett  | kiesett  |

* - egy másik versenyzővel azonos eredményt ért el

** - két másik versenyzővel azonos eredményt ért el

## Triatlon
| Versenyző         | Versenyszám | 1,5 km úszás | Depózás 1 | 40 km kerékpározás | Depózás 2 | 10 km futás | Összesítés | Összesítés |
| Versenyző         | Versenyszám | Idő          | Idő       | Idő                | Idő       | Idő         | Idő        | Helyezés   |
| ----------------- | ----------- | ------------ | --------- | ------------------ | --------- | ----------- | ---------- | ---------- |
| Gilberto González | Férfi       | 18:24,29     | 30,20     | 58:21,20           | 19,20     | 34:38,14    | 1:52:13,03 | 37.        |

## Úszás
Férfi
| Versenyző                                                         | Versenyszám          | Előfutam | Előfutam | Előfutam | Elődöntő | Elődöntő | Elődöntő | Döntő   | Döntő    |
| Versenyző                                                         | Versenyszám          | Idő      | Hely.    | Össz.    | Idő      | Hely.    | Össz.    | Idő     | Helyezés |
| ----------------------------------------------------------------- | -------------------- | -------- | -------- | -------- | -------- | -------- | -------- | ------- | -------- |
| Francisco Sánchez                                                 | 100 m gyors          | 52,43    | 8.       | 50.      | kiesett  | kiesett  | kiesett  | kiesett | kiesett  |
| Francisco Sánchez                                                 | 100 m pillangó       | 54,56    | 7.       | 29.      | kiesett  | kiesett  | kiesett  | kiesett | kiesett  |
| Oswaldo Quevedo                                                   | 100 m pillangó       | 55,55    | 8.       | 39.*     | kiesett  | kiesett  | kiesett  | kiesett | kiesett  |
| Francisco Páez                                                    | 200 m gyors          | 1:54,32  | 6.       | 35.      | kiesett  | kiesett  | kiesett  | kiesett | kiesett  |
| Ricardo Monasterio                                                | 400 m gyors          | 3:55,35  | 8.       | 23.      |          |          |          | kiesett | kiesett  |
| Ricardo Monasterio                                                | 1500 m gyors         | 15:17,00 | 1.       | 15.      |          |          |          | kiesett | kiesett  |
| Francisco Páez Oswaldo Quevedo Francisco Sánchez Carlos Santander | 4 × 100 m gyorsváltó | 3:24,64  | 7.       | 17.      |          |          |          | kiesett | kiesett  |

* - egy másik versenyzővel azonos eredményt ért el

## Vitorlázás
Férfi
| Versenyző  | Versenyszám     | Futam | Futam | Futam | Futam | Futam | Futam | Futam | Futam | Futam | Futam | Futam | Pontszám | Helyezés |
| Versenyző  | Versenyszám     | 1     | 2     | 3     | 4     | 5     | 6     | 7     | 8     | 9     | 10    | 11    | Pontszám | Helyezés |
| ---------- | --------------- | ----- | ----- | ----- | ----- | ----- | ----- | ----- | ----- | ----- | ----- | ----- | -------- | -------- |
| Yamil Saba | Szörfvitorlázás | 18    | 30    | (37*) | 15    | 20    | 29    | (34)  | 32    | 24    | 10    | 22    | 200,0    | 27.      |

* - nem ért célba

## Vívás
Férfi
| Versenyző        | Versenyszám | Selejtező         | 32-es főtábla                | Nyolcaddöntő                 | Negyeddöntő       | Elődöntő          | Bronz- mérkőzés   | Döntő             | Helyezés |
| Versenyző        | Versenyszám | Ellenfél Eredmény | Ellenfél Eredmény            | Ellenfél Eredmény            | Ellenfél Eredmény | Ellenfél Eredmény | Ellenfél Eredmény | Ellenfél Eredmény | Helyezés |
| ---------------- | ----------- | ----------------- | ---------------------------- | ---------------------------- | ----------------- | ----------------- | ----------------- | ----------------- | -------- |
| Carlos Rodríguez | Tőr, egyéni | erőnyerő          | İlqar Məmmədov (RUS) · 15-14 | Salvatore Sanzo (ITA) · 7-15 | kiesett           | kiesett           | kiesett           | kiesett           | 13.      |